# Gorō Taniguchi
Gorō Taniguchi (谷口 悟朗, Taniguchi Gorō, nascut el 18 d'octubre de 1966) és un director, escriptor, productor i dibuixant d'anime japonès, situat entre els directors més destacats de l'estudi Sunrise. Va néixer a Nisshin, Aichi, Japó.

## Obres

### Sèrie de televisió d'anime
- Zettai Muteki Raijin-Oh (storyboards, director d'episodis; 1991)
- Genki Bakuhatsu Ganbaruger (storyboards, director d'episodis; 1992)
- Nekketsu Saikyo Gozaurer (storyboards, director d'episodis; 1993)
- Mobile Fighter G Gundam (storyboards, director d'episodis; 1994)
- Jūsenshi Gulkeeva (storyboards, director d'episodis; 1995)
- New Mobile Report Gundam Wing (storyboards; 1995)
- Brave Command Dagwon (storyboards, director d'episodis; 1996)
- After War Gundam X (storyboards; 1996)
- Reideen the Superior (storyboards, director d'episodis; 1996)
- The King of Braves GaoGaiGar (storyboards, director d'episodis; 1997)
- Kochira Katsushika-ku Kameari Kōen-mae Hashutsujo (storyboards; 1997)
- Gasaraki (assistant director, storyboards, director d'episodis; 1998)
- Infinite Ryvius (director, storyboards, director d'episodis; 1999)
- Yu-Gi-Oh! Duel Monsters (storyboard de l'episodi 15; 2000)
- s-CRY-ed (director, storyboards, director d'episodis; 2001)
- Daigunder (storyboards, 2002)
- Shinkon Gattai Godannar: 1st (storyboards de l'episodi 3; 2003)
- Planetes (director, storyboards management, director d'episodis; 2003)
- Mai-HiME (productor creatiu; 2004)
- Honey and Clover (storyboards de l'episodi 5; 2005)
- Gun x Sword (director, storyboards; 2005)
- SoltyRei (coordinador; 2005)
- Code Geass: Lelouch of the Rebellion (director, història original, storyboards management; 2006)
- Bamboo Blade (convidat especial; 2007)
- Code Geass: Lelouch of the Rebellion R2 (director, història original; 2008)
- Linebarrels of Iron (productor creatiu; 2008)
- Dogs: Stray Dogs Howling in the Dark (assistència de producció; 2009)
- Yu-Gi-Oh! Zexal (storyboards dels episodis 3 i 9; 2011)
- Fantasista Doll (productor creatiu; 2013)
- Space Dandy (storyboards dels episodis 7 i 14; 2014)
- Maria the Virgin Witch (director; 2015)[1]
- Active Raid (director en cap; 2016)[2]
- ID-0 (director; 2017)[3]
- Revisions (director; 2019)[4]
- Back Arrow (director, co-creador; 2021)[5]
- Skate-Leading Stars (director en cap; 2021)[6]
- Estab Life: Great Escape (concepte original, supervisió creativa; 2022)[7]

### Pel·lícules d'anime
- Jungle Taitei - Yūki ga Mirai o Kaeru (director, 2009)
- Code Geass Lelouch of the Re;surrection (director; 2019)[8]
- One Piece Film: Red (director, storyboard; 2022)[9]
- Bloody Escape (concepte original, director, guió; 2024)[10]

### Animacions de vídeo originals
- One Piece: Defeat The Pirate Ganzack (director; 1998) (producció especial de Super Jump Anime Tour)
- Kanzen Shōri Daitei Ō (guió; 2001)

### Manga
- Code Geass: Jet-Black Renya (guió original; 2010–2013)[11]
- Atrail - Nisekawiteki Nichijou a Senmitsu Element (guió original; 2015–2018)

### Videojocs
- Estab Life: Unity Memories (concepte original, supervisió creativa; TBA)[12]